# Larry Grant
Larry Grant (Santa Rosa, 16 febbraio 1985) è un giocatore di football americano statunitense che gioca nel ruolo di linebacker per i San Francisco 49ers della National Football League (NFL). Fu scelto nel corso del settimo giro (214º assoluto) del Draft NFL 2008 dai 49ers. Al college ha giocato a football all'Università statale dell'Ohio.

## Carriera professionistica

### St. Louis Rams
Grant fu scelto nel corso del settimo giro dai San Francisco 49ers ma fu tagliato prima dell'inizio della stagione, firmando per i St. Louis Rams alla fine della stagione 2008 dopo aver fatto parte della squadra di allenamento dei 49ers. Nel 2010, Grant fu nominato linebacker titolare nel lato debole della difesa dei Rams ma perse il posto in favore di Chris Chamberlain nel prosieguo della stagione.

### San Francisco 49ers
Grant rifirmò con i San Francisco 49ers il 30 luglio 2011. Giocò tre gare da titolare come inside linebacker al posto dell'infortunato Patrick Willis alla fine di dicembre facendo registrare un record in carriera di 39 tackle nella stagione.

## Vittorie e premi
Nessuno

## Statistiche
| Partite totali             | 51  |
| Partite totali da titolare | 11  |
| Tackle totali              | 74  |
| Sack fatti                 | 5,0 |
| Intercetti fatti           | 0   |
| Fumble forzati             | 4   |